# Малое Ивановское (Ступинский район)
Малое Ивановское — деревня в Ступинском районе Московской области в составе Аксиньинского сельского поселения (до 2006 года — Большеалексеевский сельский округ).

## География
Расположено на севере района, на левом берегу реки Северка, высота центра деревни над уровнем моря — 123 м. Ближайшие населённые пункты: на востоке, через реку, Большое Алексеевское, на юге, также за рекой — Василево.

## Население
| 2002 | 2006 | 2010 |
| ---- | ---- | ---- |
| 15   | ↘7   | →7   |

## Инфраструктура
В Малом Ивановском на 2015 год 1 улица — Ивановская,